# Kronborg Slotskirke
Kronborg Slotskirke er kirken tilhørende Kronborg Slot i Helsingør. Kirken tilhører Sankt Mariæ Sogn, Helsingør Domprovsti.
Kirken er beliggende i slottets sydlige fløj og blev indviet i 1582. Sognepræsten for Sankt Mariæ kirke, byens tyske kirke, var tillige præst for slotskirken. Så kunne kongen og hoffet fortsat have gudstjenester på tysk, således som de var vant til i København. I forbindelse med slottets indretning til kaserne i 1785 blev kirken indrettet til gymnastik- og fægtesal for militæret og inventaret opmagasineret. Kirken blev restaureret i 1838 af bl.a. Michael Gottlieb Bindesbøll og genindviet i 1843. Ved samme lejlighed blev et nyt orgel, bygget af Marcussen & Reuter, taget i brug.
Dronning Margrethe har broderet messehagler til kirken.

## Eksterne kilder og henvisninger
- Wikimedia Commons har flere filer relateret til Kronborg Slotskirke
- Kronborg Slotskirke hos KortTilKirken.dk
- Kronborg Slotskirke hos danmarkskirker.natmus.dk (Danmarks Kirker, Nationalmuseet)